# Spoleto (stad)
Spoleto is een stad in de Italiaanse regio Umbrië en in de provincie Perugia en telt ruim 38.000 inwoners. De frazioni Azzano en Beroide maken deel uit van de gemeente Spoleto.

## Geschiedenis
Spoleto is door de Umbriërs gesticht en was een belangrijke stad in de Romeinse periode die gelegen was op de Via Flaminia. De plaats werd een Romeinse kolonie in 241 v.Chr. In 217 v.Chr. slaagde de Carthaagse krijgsheer Hannibal er niet in Spoleto in te nemen. In de vierde eeuw werd de stad een bisschopszetel.
Omstreeks 570 werd het hertogdom Spoleto gevormd door de Longobarden. In de zevende en de achtste eeuw werd Spoleto zo een van de belangrijkste steden van Italië. De stad bleef daarna zelfstandig maar verloor aan belang. In 1155 werd de stad door Frederik Barbarossa verwoest. In de eerste helft van de dertiende eeuw viel de stad in handen van de paus. Ze was het toneel van de strijd tussen Welfen en Ghibelijnen. In 1354 herstelde de paus er zijn gezag en Spoleto bleef onderdeel van de Pauselijke Staat tot de Italiaanse eenmaking in 1860.

## Erfgoed

### Kerken
In de stad bevindt zich de achtste-eeuwse Kerk van San Salvatore, een relatief zeldzaam voorbeeld van de Longobardische architectuur. 
De kathedraal, ook wel de Duomo of de Santa Maria Dell'Assunta genoemd, werd gebouwd tussen 1175 en 1227 en heeft een typisch romaanse gevel. Vlak daarnaast werd eind zestiende eeuw de achthoekige Santa Maria della Manna d'Oro gebouwd uit dankbaarheid voor het beschermen van de handelaren uit Spoleto. Er zijn meer romaanse kerken, die alle rijk zijn aan fresco's.
Net buiten de stad is de Sint-Pieter, een kleine kerk waar de zuilen bekleed zijn met Florentijnse zijde. Deze werd in de twaalfde eeuw gebouwd. In de vijftiende eeuw werd er een romaanse gevel met drie deuren voor geplaatst.

### Theater
Het Romeins theater van Spoleto werd in 1954 gerenoveerd en wordt tegenwoordig weer gebruikt bij het jaarlijkse festival. Er zijn ook nog sporen van een oud Romeins theater.
In Spoleto wordt sinds 1958 in juni en juli het Festival dei Due Mondi gehouden, een van de bekendste kunstfestivals van Europa.

### Aquaduct
Het beroemdste monument van Spoleto is het veertiende-eeuwse aquaduct waarover het water vanaf de bergen naar de stad gebracht werd. Voorheen kon men eroverheen wandelen. Na de aardbeving van 2016 is dat niet meer veilig en dus niet meer mogelijk.

## Geboren
- Paus Leo XII (Kasteel Lan Gena, 1760-1829), geboren als Annibale della Genga
- Remo Venturi (1927), motorcoureur

## Foto's

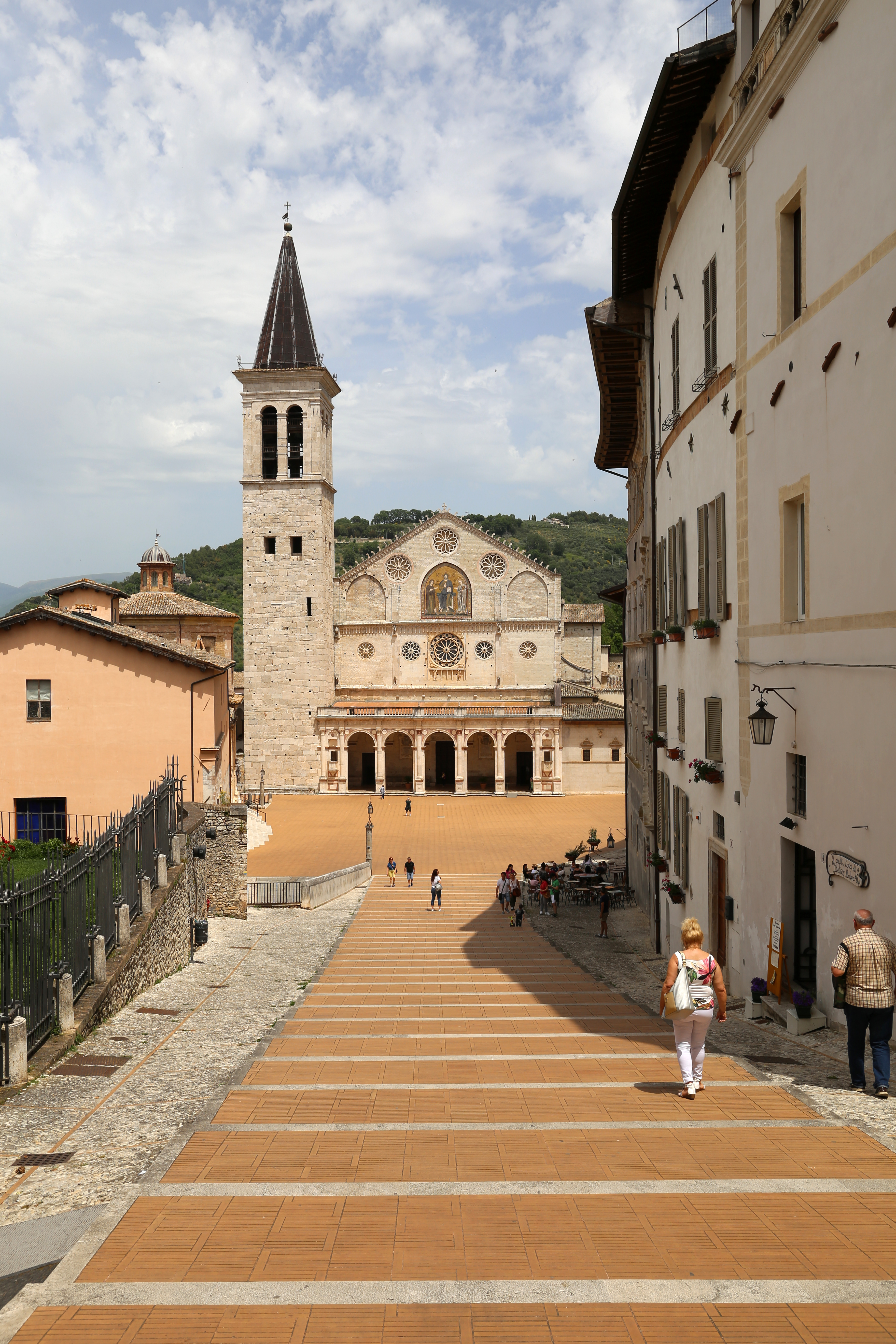
Kathedraal
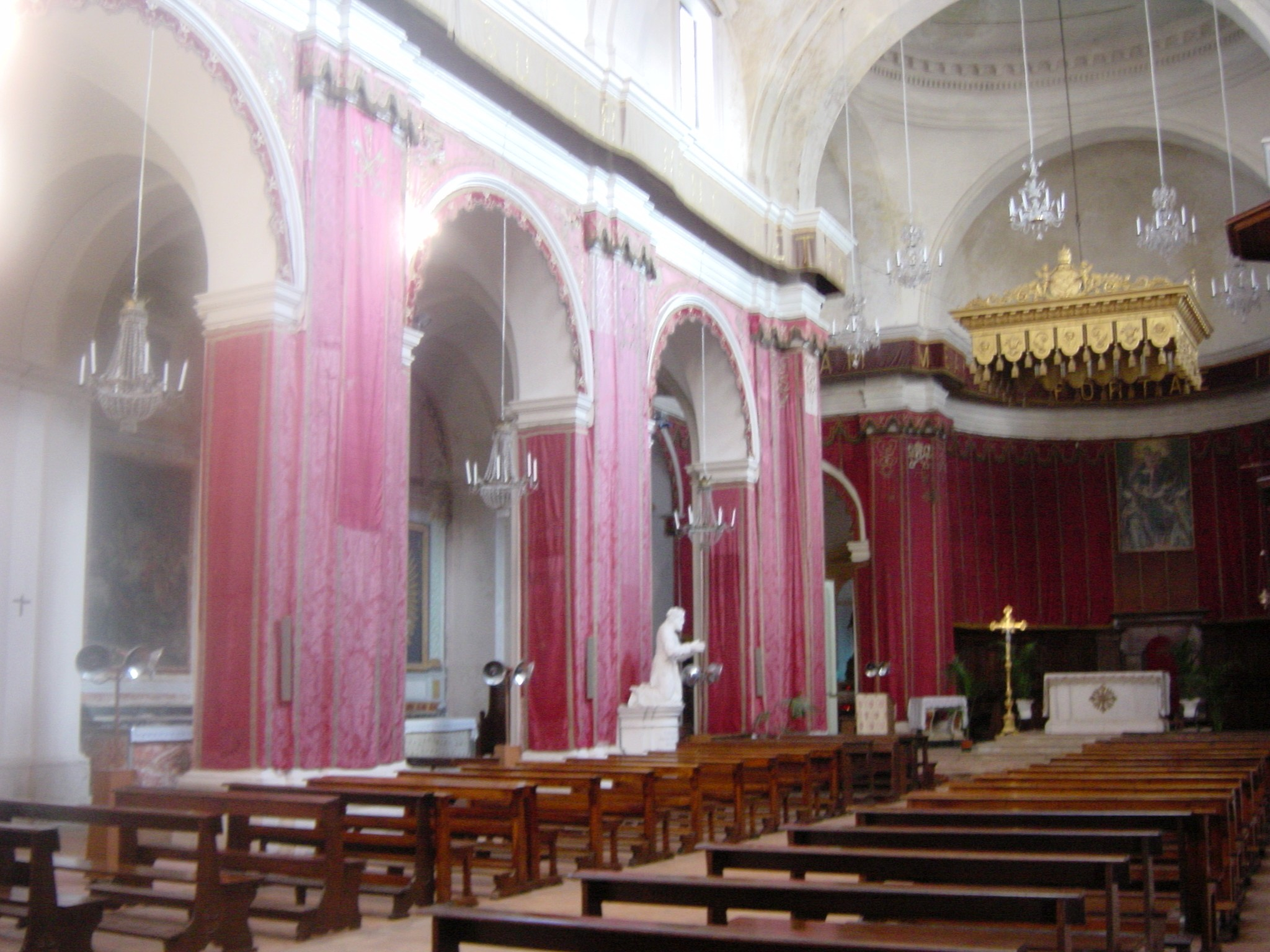
St Pieter
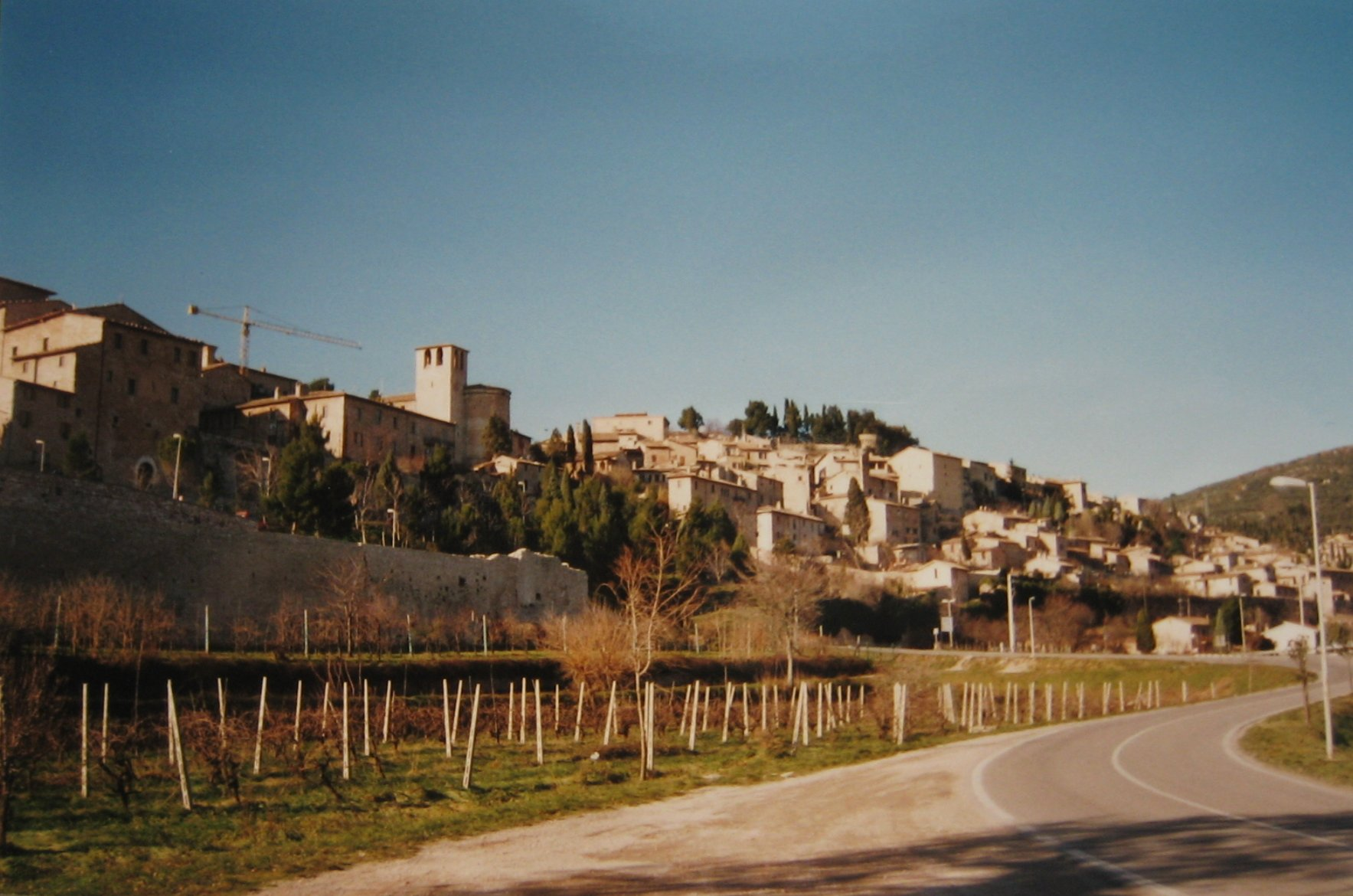
Spoleto
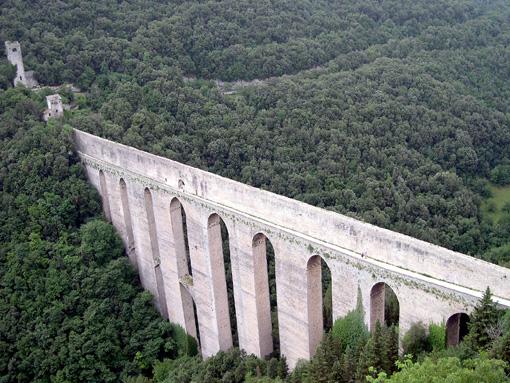
Aquaduct